# خانتاو
خانتاو (قزاقی: Хантау) یک رشته‌کوه در کشور قزاقستان است.